# Shockwave (caminhão a jato)
Shockwave foi uma família de caminhões americanos movidos com motores a jato, incluindo Shockwave, um caminhão Peterbilt 359 de 1984, e Super Shockwave, um caminhão Chevrolet Task Force de 1957.

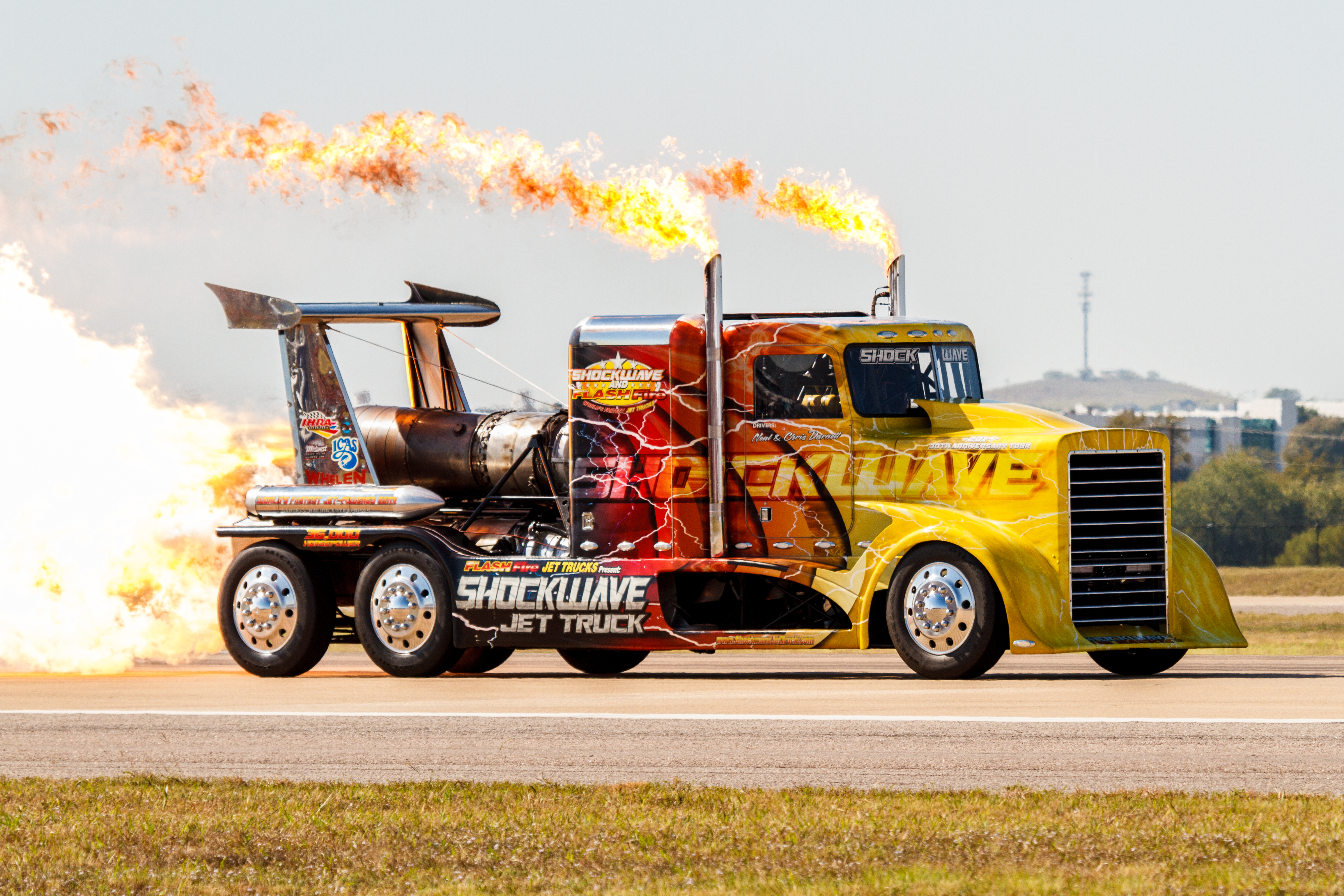
O primeiro Shockwave se apresentando no Alliance Air Show em Fort Worth, Texas, em 2014.

## História e fim trágico
Shockwave foi o primeiro caminhão a jato construído. Atualmente detém o recorde mundial de caminhões de tamanho normal movidos a jato, atingindo uma velocidade de 605 km/h. O caminhão tinha três motores a jato Westinghouse J34-48 , com uma potência total de 36.000 cavalos de potência (26.845 kW; 36.499 PS), o que permitiu ao caminhão completar o quarto de milha em 6,63 segundos. Shockwave foi dirigido por Chris Darnell, que usou o caminhão para competir contra aviões indo a 300 milhas por hora (480 km/h) em uma corrida de arrancada em shows aéreos, muitas vezes vencendo. Consumia combustível a uma taxa igual a 400 galões por milha, ainda mais quando os pós-combustores eram acionados. Para desacelerar o caminhão no final de uma corrida eram necessários 2 pára-quedas aeronáuticos, já que freios convencionais não suportariam a alta velocidade.
Acidente fatal no Michigan
Em 2 de julho de 2022, às 13h10 EDT no Battle Creek Field of Flight and Balloon Festival no Battle Creek Executive Airport em Battle Creek, Michigan , o Shockwave Jet Truck sofreu um capotamento catastrófico após uma falha mecânica, matando o motorista Chris Darnell e destruindo o caminhão. A performance envolveu Darnell correndo contra duas aeronaves invertidas enquanto dirigia por uma grande exibição pirotécnica ao longo da pista do aeroporto, e foi demonstrada com sucesso por Darnell várias vezes no passado. O vídeo da tragédia mostrou o caminhão de Darnell ultrapassando um avião acima e prestes a ultrapassar outro quando seu caminhão pegou fogo e capotou. O proprietário e co-piloto da Darnell Motorsports, Neal Darnell, também pai de Chris, atribuiu a morte de seu filho a uma falha mecânica, disse ele em um post no Facebook naquela noite.

## Super Shockwave
O Super Shockwave foi o mais recente dos dois caminhões. O caminhão também usava dois motores a jato modificados Westinghouse J34-48. O caminhão era um  Chevrolet Task Force de 1957. Na milha completa, o caminhão era capaz de atingir 336 milhas por hora (541 km/h). O Super Shockwave foi vendido pela família Shockley, comprado pela Hayden Proffitt Racing e renomeado como "Hot Streak II". Les Shockley obteve sua largada nas corridas por meio da tripulação do próprio Hayden Proffitt. O primeiro carro a jato de Hayden Proffitt foi batizado de “Hot Streak I”.